# Réserve naturelle du Laurentino-Acqua Acetosa
La réserve naturelle du Laurentino-Acqua Acetosa (italien : Riserva naturale del Laurentino Acqua Acetosa) est une zone naturelle protégée se trouvant à Rome, établie en 1990.
Elle occupe une superficie de 273 hectares (contre 152 hectares du plan original) dans le quartier de Fonte Ostiense à Rome, et est répertoriée par la municipalité comme « zone de valeur intermédiaire ».
La biodiversité est réduite à quelques espèces florales et de faune. Les zones agricoles sont celles qui ont le plus conservé leur ancien aspect. 

## Territoire
Le sol est principalement composé de tuf, et se développe sur les pentes du Volcan du Latium. Les deux premiers fossés atteignent le Vallerano (affluent du Tibre) quelques centaines de mètres avant qu'il se jette dans le Tibre.
Le premier fossé, fortement urbanisé, constitue l'axe autour duquel se développe la rocade de Laurentino 38. Elle est en partie équipée pour les loisirs.
Dans le second fossé, l'utilisation du territoire est variée, il y a des zones d'habitation et d'autres allouées à l'agriculture. Sa particularité provient de la présence dans la zone orientale de la « zone archéologique de l'Acqua Acetosa Ostiense » , à la lisière sud-est de la source d'eau minérale San-Paolo.
La troisième fosse a le caractère d'une vallée agricole, et a conservé un aspect homogène après les travaux de drainage effectués dans les années 1930.

## Faune
Dans les fossés d'eau douce qui traversent la réserve vivent : le crabe de rivière (Potamon fluviatile), la grenouille (Rana sp.), le crapaud (Bufo bufo) et le triton alpestre (Triturus sp.). Parmi les reptiles, la couleuvre (Natrix natrix), le serpent fouet (Hierophis viridiflavus), le lézard (Lacertilia sp.), le gecko commun (Tarentola mauritanica). Chez les animaux nocturnes on observe le renard roux (Vulpes vulpes), la chauve-souris naine ou pipistrelle (Pipistrellus pipistrellus), le porc-épic (Hystrix cristata) et le hérisson (Erinaceus europaeus). Les oiseaux de proie, qui nichent souvent dans les nombreuses fermes de la Réserve sont le faucon crécerelle (Falco tinnunculus), la chouette chevêche (Athene noctua) et le faucon pèlerin (Falco peregrinus). Enfin, il existe de nombreuses espèces d'oiseaux, y compris le héron cendré (Ardea cinerea), la poule d'eau (Gallinula chloropus), la huppe fasciée (Upupa epops), le rossignol (Luscinia megarhynchos) ainsi que la chouette effraie (Tyto alba).

## Flore
Les forêts abritent le chêne vert (Quercus ilex) et le chêne pubescent (Quercus pubescens), les saules (Salix sp.), les peupliers (Populus sp.), eucalyptus (Eucalyptus sp.). La zone dispose d'une couverture boisée modérée, modifiée par l'intense utilisation agricole et l'urbanisation à proximité, mais qui a une bonne chance de restauration avec l'instauration de la réserve.

## Points d'intérêt
Le nom de « l'Acqua Acetosa » (ou Acquacetosa) est due à la présence du Fosso dell'acqua Acetosa, ruisseau affluent du Vallerano, lui-même affluent du Tibre, aussi connu sous le nom d'Acqua Acetosa Ostiense, afin de la différencier de celle, homonyme, se trouvant dans le quartier de Parioli.
À peu près au kilomètre 8 de la via Laurentina, il y a une source d'eau minérale et de soufre. Connue des anciens romains, elle semble avoir été également utilisée à des fins thérapeutiques. Cette eau a été vendue par les vendeurs de rue, sous le nom « Acquacetosari ». En 1937, a été installé un système pour la collecte et la commercialisation, appelée « Source San Paolo, qui est actuellement fermé, à cause la pollution des eaux souterraines.
En 1976, le village et la nécropole voisine ont été protégés par la mise en place de la zone archéologique de l'Acqua Acetosa, mais ils ne font pas partie de la Réserve Naturelle.

## Site archéologique
Le site archéologique est fermé au public, même s'il est inclus dans la zone de réaménagement de la Réserve, car étant de la compétence exclusive de la Surintendance archéologique de Rome. Cette parcelle de terrain de quelques hectares, est pourtant un point névralgique pour permettre un développement cohérent de la Réserve, car, en plus des antiquités romaines, se trouvent la maison de campagne du XVIIè siècle de San Sisto, l'ancienne usine d'embouteillage de la Source San-Paolo, le Dépôt Judiciaire et un site non-officiel d'enfouissement.